# Aimery de Montréal
Aimery de Montréal († 3. Mai 1211 in Lavaur) war ein südfranzösischer Adliger, Herr von Laurac und Co-Herr von Montréal sowie prominenter Gegner des Albigenserkreuzzuges.

## Herkunft
Er war ein Sohn des Herrn Sicard von Laurac und dessen Ehefrau Blanca. Nach dem Tod des Vaters erbte er die Herrschaft über Laurac und Montréal und war als solcher ein Vasall der Vizegrafen von Carcassonne aus dem Hause Trencavel. Obwohl sich Aimery selbst zum römisch-katholischen Glauben bekannte war er ein Angehöriger einer im Languedoc weit verzweigten Katharerfamilie, in der besonders die weiblichen Verwandten eine Schlüsselrolle spielten. Seine Mutter erhielt als Witwe die Weihe (Consolamentum) zur „Vollkommenen“ (perfecta), ebenso wie seine Schwestern Esclarmonde, Girauda, Navarra und Mabilla. Sowohl in Laurac als auch in Montréal betrieben sie Häuser für katharische Frauen, waren dort Gastgeber für Konzile der katharischen Kirche und für Dispute mit der römischen Kirche. 1207 fand ein solches Streitgespräch in Montréal statt, bei dem unter anderem Guilhabert de Castres für die Katharer und der Bischof Diego von Osma für die Rechtgläubigen als Wortführer auftraten. Drei seiner Schwestern waren zudem mit führenden katharischen Adligen verheiratet.

## Albigenserkreuzzug
Nach dem Ausbruch des Albigenserkreuzzuges nahm Aimery an der Verteidigung von Carcassonne teil, aber nach der Aufgabe der Stadt im August 1209 unterwarf er sich dem neuen Kreuzfahrerführer Simon de Montfort. Da dieser auch zum neuen Vizegrafen von Carcassonne ernannt worden war, erkannte Aimery ihn durch seine Huldigung als Lehnsherren für seinen Besitz an. Doch schon 1210 gesellte er sich erneut zu den Kreuzzugsgegnern um Raimund de Termes und Pierre Roger de Cabaret. Wie auch diese schlug Aimery das Angebot des Königs Peter II. von Aragón aus, dessen direkter Vasall zu werden, da er nicht bereit war, dem König die geforderten Zugangsrechte in seine Besitzungen zu gewähren. Die Verweigerung des Zugangs, auch gegenüber dem eigenen Lehnsherrn, war für den Adel des Languedoc ein wichtiger Ausdruck seiner Unabhängigkeit, welche in der sozialen Ordnung dieser Region traditionell tief verankert war. Man betrachtete sich untereinander eher als gleichberechtigt denn als untergeben (siehe paratges), was auch in einem Gegensatz zu der klar hierarchischen Ordnung des nordfranzösischen Feudalsystems stand, welches mit dem Albigenserkreuzzug Einzug in das Languedoc fand. Mit ihrer Ablehnung besaßen Aimery und seine Mitstreiter allerdings auch keinen mächtigen Schutzherrn, vor allem weil der Graf von Toulouse zu diesem Zeitpunkt noch dem Kreuzzug angehörte. Nach dem Fall von Termes im Dezember 1210 musste sich Aimery deshalb erneut Simon de Montfort ergeben und in einen Frieden einwilligen, der ihm seinen Besitz kostete, für den er mit Einkünften aus gleichwertigen Gütern entschädigt werden sollte.
Bereits im Jahr 1211 nahm Aimery seinen Widerstand gegen den Kreuzzug erneut auf. Damit hatte er gegenüber Simon de Montfort zum zweiten Mal sein Wort gebrochen, weshalb er von dem Kreuzzugschronisten Pierre des Vaux-de-Cernay als „Verräter übelster Sorte“ bezeichnet wurde. Aimery übernahm das Kommando über die stark befestigte Stadt Lavaur, deren Herrin seine verwitwete Schwester Girauda war. Montfort führte auf Seiten der Kreuzfahrer persönlich die Belagerung, allerdings war sein Heer nicht groß genug um die Stadt vollständig einzuschließen, was den Verteidigern eine ständige Versorgung erlaubte. Als aber die Kreuzfahrer von der Miliz der so genannten „weißen Bruderschaft“ des Bischofs Fulko von Toulouse verstärkt wurden, verloren die Verteidiger den Kontakt zur Außenwelt.
Am 3. Mai 1211 musste sich Lavaur den Kreuzrittern ergeben, worauf das härteste Strafgericht des gesamten Kreuzzuges folgte. Zwischen 300 und 400 Katharer, welche sich weigerten ihren Glauben abzuschwören, wurden in einem Autodafé verbrannt. Die der Häresie anhängende Girauda wurde in einen Brunnen gestürzt und mit Steinen beworfen, bis sie starb. Aimery selbst und über achtzig weitere Ritter wurden gehängt. Diese Maßnahme war vermutlich ein Exempel und zugleich auch eine Warnung Montforts an die Burgherren der Vizegrafschaft Carcassonne, die sich offen gegen den Kreuzzug gestellt hatten und damit in seinen Augen als verräterische Abtrünnige (Faydit) anzusehen waren.
Aimery de Montréal war nicht verheiratet. Sein Besitz wurde unter den Kreuzfahrern aufgeteilt, wie zum Beispiel an Alain de Roucy. Nach dem Tod Montforts 1218 konnte aber sein Neffe Bernard-Othon de Niort, ein Sohn seiner Schwester Esclarmonde, Laurac und Montréal zurückerobern und 1226 einen Frieden mit der französischen Krone schließen. Die Niort-Familie verlor diesen Besitz allerdings an die Krone nach ihrer Teilnahme am Aufstand des Raimund II. Trencavel im Jahr 1240.